# German Football League 2022
La German Football League 2022, detta anche ERIMA GFL 2022 per ragioni di sponsorizzazione (lo sponsor è stato Sharkwater fino al 30 giugno), è la 44ª edizione del campionato di football americano di primo livello, organizzato dalla AFVD.

## Squadre partecipanti
| Club                     | Città                | Stadio                                 | Sponsor ufficiale | Risultato nella stagione 2021 |
| ------------------------ | -------------------- | -------------------------------------- | ----------------- | ----------------------------- |
| Allgäu Comets            | Kempten              | Illerstadion                           |                   |                               |
| Berlin Adler             | Berlino              | Poststadion                            |                   |                               |
| Berlin Rebels            | Berlino              | Mommsenstadion                         |                   |                               |
| Cologne Crocodiles       | Colonia              | Sportpark Höhenberg                    |                   |                               |
| Dresden Monarchs         | Dresda               | Heinz-Steyer-Stadion                   |                   |                               |
| Düsseldorf Panther       | Düsseldorf           | Vfl Benrath                            |                   |                               |
| Frankfurt Universe       | Francoforte sul Meno | Frankfurter Volksbank Stadion          | Samsung           |                               |
| Kiel Baltic Hurricanes   | Kiel                 | Kilia-Stadion                          |                   |                               |
| Marburg Mercenaries      | Marburgo             | Georg-Gaßmann-Stadion                  |                   |                               |
| Munich Cowboys           | Monaco di Baviera    | Städtisches Stadion an der Dantestraße |                   |                               |
| New Yorker Lions         | Braunschweig         | Eintracht-Stadion                      | New Yorker        |                               |
| Potsdam Royals           | Potsdam              | Luftschiffhafen                        |                   |                               |
| Ravensburg Razorbacks    | Ravensburg           | Lindenhofstadion                       |                   |                               |
| Saarland Hurricanes      | Saarbrücken          |                                        |                   |                               |
| Schwäbisch Hall Unicorns | Schwäbisch Hall      | Optima-Sportpark                       |                   |                               |
| Straubing Spiders        | Straubing            | Am Peterswöhrd                         |                   |                               |

## Stagione regolare

### Calendario

#### 1ª giornata
| Potsdam 21 maggio 2022, ore 16:00 | Potsdam Royals | 24 – 21 (7-7 7-7 7-0 3-7) referto | Dresden Monarchs | Luftschiffhafen (1700 spett.)\| Arbitro: \| Schwieger \| |
| Arbitro:                          | Schwieger      |                                   |                  |                                                          |

| Monaco di Baviera 21 maggio 2022, ore 16:00 | Munich Cowboys | 19 – 7 (0-7 3-0 3-0 13-0) referto | Marburg Mercenaries | Städtisches Stadion an der Dantestraße (1017 spett.)\| Arbitro: \| Maurer \| |
| Arbitro:                                    | Maurer         |                                   |                     |                                                                              |

| Francoforte sul Meno 21 maggio 2022, ore 16:01 | Frankfurt Universe | 7 – 66 (0-21 7-19 0-20 0-6) referto | Ravensburg Razorbacks | PSD Bank Arena (586 spett.)\| Arbitro: \| T. Nabinger \| |
| Arbitro:                                       | T. Nabinger        |                                     |                       |                                                          |

| Schwäbisch Hall 21 maggio 2022, ore 17:02 | Schwäbisch Hall Unicorns | 48 – 14 (14-6 21-0 0-0 13-8) referto | Saarland Hurricanes | Optima Sportpark (2043 spett.)\| Arbitro: \| Herrmann \| |
| Arbitro:                                  | Herrmann                 |                                      |                     |                                                          |

| Braunschweig 22 maggio 2022, ore 15:00 | New Yorker Lions | 14 – 14 (0-0 7-0 7-0 0-14) referto | Kiel Baltic Hurricanes | Eintracht-Stadion (2325 spett.)\| Arbitro: \| Pruin \| |
| Arbitro:                               | Pruin            |                                    |                        |                                                        |

| Kempten 22 maggio 2022, ore 15:00 | Allgäu Comets | 42 – 43 (7-7 14-23 7-6 14-7) referto | Straubing Spiders | Illerstadion (612 spett.)\| Arbitro: \| Klaiber \| |
| Arbitro:                          | Klaiber       |                                      |                   |                                                    |

| Colonia 22 maggio 2022, ore 15:22 | Cologne Crocodiles | 48 – 21 (7-0 21-14 7-7 13-0) referto | Düsseldorf Panther | Sportpark Höhenberg (1205 spett.)\| Arbitro: \| Kopka \| |
| Arbitro:                          | Kopka              |                                      |                    |                                                          |

| Berlino 22 maggio 2022, ore 16:00 | Berlin Rebels | 35 – 43 (0-8 14-9 15-13 6-13) referto | Berlin Adler | Mommsenstadion (1324 spett.)\| Arbitro: \| Schwarz \| |
| Arbitro:                          | Schwarz       |                                       |              |                                                       |

#### 2ª giornata
| Berlino 28 maggio 2022, ore 16:00 | Berlin Adler | 17 – 51 (3-9 7-15 0-20 7-7) referto | Potsdam Royals | Poststadion (1970 spett.)\| Arbitro: \| Schwieger \| |
| Arbitro:                          | Schwieger    |                                     |                |                                                      |

| Saarbrücken 28 maggio 2022, ore 17:00 | Saarland Hurricanes | 56 – 3 (14-3 14-0 14-0 14-0) referto | Frankfurt Universe | Ludwigsparkstadion (856 spett.)\| Arbitro: \| Schrader \| |
| Arbitro:                              | Schrader            |                                      |                    |                                                           |

| Dresda 28 maggio 2022, ore 18:00 | Dresden Monarchs | 15 – 6 (3-0 10-0 0-0 2-6) referto | Kiel Baltic Hurricanes | DDV-Stadion (7343 spett.)\| Arbitro: \| O. Schwarz \| |
| Arbitro:                         | O. Schwarz       |                                   |                        |                                                       |

| Braunschweig 28 maggio 2022, ore 18:00 | New Yorker Lions | 27 – 14 (0-7 10-0 10-0 7-7) referto | Cologne Crocodiles | Eintracht-Stadion (2187 spett.)\| Arbitro: \| Pruin \| |
| Arbitro:                               | Pruin            |                                     |                    |                                                        |

| Weingarten 29 maggio 2022, ore 15:00 | Ravensburg Razorbacks | 19 – 55 (0-21 7-20 6-7 6-7) referto | Schwäbisch Hall Unicorns | Lindenhofstadion (1340 spett.)\| Arbitro: \| Maurer \| |
| Arbitro:                             | Maurer                |                                     |                          |                                                        |

#### 3ª giornata
| Düsseldorf 4 giugno 2022, ore 15:00 | Düsseldorf Panther | 0 – 21 (0-0 0-14 0-0 0-7) referto | Berlin Adler | Vfl Benrath (950 spett.)\| Arbitro: \| Kopka \| |
| Arbitro:                            | Kopka              |                                   |              |                                                 |

| Kiel 4 giugno 2022, ore 16:00 | Kiel Baltic Hurricanes | 33 – 57 (0-21 13-15 6-14 14-7) referto | Potsdam Royals | FC Kilia (1457 spett.)\| Arbitro: \| Pruin \| |
| Arbitro:                      | Pruin                  |                                        |                |                                               |

| Berlino 4 giugno 2022, ore 18:00 | Berlin Rebels | 21 – 21 (0-0 13-7 0-7 8-7) referto | New Yorker Lions | Mommsenstadion (533 spett.)\| Arbitro: \| Schwieger \| |
| Arbitro:                         | Schwieger     |                                    |                  |                                                        |

#### 4ª giornata
| Straubing 11 giugno 2022, ore 15:00 | Straubing Spiders | 13 – 41 (0-14 7-7 6-13 0-7) referto | Schwäbisch Hall Unicorns | VfB-Stadion am Peterswöhrd (1150 spett.)\| Arbitro: \| Maurer \| |
| Arbitro:                            | Maurer            |                                     |                          |                                                                  |

| Colonia 11 giugno 2022, ore 15:02 | Cologne Crocodiles | 49 – 0 (14-0 21-0 0-0 14-0) referto | Kiel Baltic Hurricanes | Sportpark Höhenberg (1051 spett.)\| Arbitro: \| D. Schrader \| |
| Arbitro:                          | D. Schrader        |                                     |                        |                                                                |

| Saarbrücken 11 giugno 2022, ore 17:00 | Saarland Hurricanes | 14 – 24 (0-3 7-0 0-7 7-14) referto | Marburg Mercenaries | Ludwigsparkstadion\| Arbitro: \| Herrmann \| |
| Arbitro:                              | Herrmann            |                                    |                     |                                              |

| Braunschweig 11 giugno 2022, ore 18:00 | New Yorker Lions | 48 – 13 (7-0 14-0 14-7 13-6) referto | Düsseldorf Panther | Eintracht-Stadion (2873 spett.)\| Arbitro: \| Schwieger \| |
| Arbitro:                               | Schwieger        |                                      |                    |                                                            |

| Kempten 12 giugno 2022, ore 15:00 | Allgäu Comets | 48 – 20 (10-0 18-7 0-7 20-6) referto | Ravensburg Razorbacks | Illerstadion (869 spett.)\| Arbitro: \| Klaiber \| |
| Arbitro:                          | Klaiber       |                                      |                       |                                                    |

| Francoforte sul Meno 12 giugno 2022, ore 15:00 | Frankfurt Universe | 8 – 79 (0-21 0-28 8-7 0-23) referto | Munich Cowboys | PSD Bank Arena (421 spett.)\| Arbitro: \| D.Schrader \| |
| Arbitro:                                       | D.Schrader         |                                     |                |                                                         |

| Berlino 12 giugno 2022, ore 16:00 | Berlin Adler | 48 – 42 (7-0 21-0 14-21 6-21) referto | Dresden Monarchs | Poststadion (2140 spett.)\| Arbitro: \| Schwieger \| |
| Arbitro:                          | Schwieger    |                                       |                  |                                                      |

#### 5ª giornata
| Dresda 18 giugno 2022, ore 15:00 | Dresden Monarchs | 28 – 36 (20-7 0-15 0-6 8-8) referto | Cologne Crocodiles | Radstadion Bärnsdorfer Straße (1135 spett.)\| Arbitro: \| Schwarz \| |
| Arbitro:                         | Schwarz          |                                     |                    |                                                                      |

| Potsdam 18 giugno 2022, ore 16:00 | Potsdam Royals | 81 – 56 (22-7 28-28 16-14 15-7) referto | Berlin Rebels | Luftschiffhafen (1100 spett.)\| Arbitro: \| Schwieger \| |
| Arbitro:                          | Schwieger      |                                         |               |                                                          |

| Monaco di Baviera 18 giugno 2022, ore 16:00 | Munich Cowboys | 28 – 21 (0-0 7-7 7-7 14-7) referto | Saarland Hurricanes | Städtisches Stadion an der Dantestraße (1293 spett.)\| Arbitro: \| Maurer \| |
| Arbitro:                                    | Maurer         |                                    |                     |                                                                              |

| Schwäbisch Hall 18 giugno 2022, ore 17:05 | Schwäbisch Hall Unicorns | 42 – 28 (14-6 14-8 14-7 0-7) referto | Allgäu Comets | Optima Sportpark (1296 spett.)\| Arbitro: \| Nabinger \| |
| Arbitro:                                  | Nabinger                 |                                      |               |                                                          |

| Weingarten 19 giugno 2022, ore 15:00 | Ravensburg Razorbacks | 18 – 35 (0-7 0-14 12-7 6-7) referto | Straubing Spiders | Lindenhofstadion (987 spett.)\| Arbitro: \| Fischer \| |
| Arbitro:                             | Fischer               |                                     |                   |                                                        |

#### 6ª giornata
| Colonia 25 giugno 2022, ore 15:02 | Cologne Crocodiles | 33 – 34 (21-14 0-14 6-0 6-6) referto | Berlin Adler | Sportpark Höhenberg (1215 spett.)\| Arbitro: \| Nabinger \| |
| Arbitro:                          | Nabinger           |                                      |              |                                                             |

| Düsseldorf 25 giugno 2022, ore 16:00 | Düsseldorf Panther | 6 – 59 (3-3 3-21 0-28 0-7) referto | New Yorker Lions | Vfl Benrath (600 spett.)\| Arbitro: \| Kopka \| |
| Arbitro:                             | Kopka              |                                    |                  |                                                 |

| Berlino 25 giugno 2022, ore 18:00 | Berlin Rebels | 23 – 27 (3-7 0-6 6-7 14-7) referto | Dresden Monarchs | Mommsenstadion (455 spett.)\| Arbitro: \| Schwarz \| |
| Arbitro:                          | Schwarz       |                                    |                  |                                                      |

| Marburgo 26 giugno 2022, ore 15:02 | Marburg Mercenaries | 7 – 37 (0-7 0-7 0-6 7-17) referto | Munich Cowboys | Georg-Gaßmann-Stadion (950 spett.)\| Arbitro: \| Herrmann \| |
| Arbitro:                           | Herrmann            |                                   |                |                                                              |

#### 7ª giornata
| Straubing 2 luglio 2022, ore 15:00 | Straubing Spiders | 43 – 17 (13-0 21-7 0-3 9-7) referto | Marburg Mercenaries | VfB-Stadion am Peterswöhrd (1072 spett.)\| Arbitro: \| Maurer \| |
| Arbitro:                           | Maurer            |                                     |                     |                                                                  |

| Dresda 2 luglio 2022, ore 15:00 | Dresden Monarchs | 21 – 36 (7-16 7-7 0-0 7-13) referto | Potsdam Royals | Stadion an der Bärnsdorfer Straße (1480 spett.)\| Arbitro: \| Schwieger \| |
| Arbitro:                        | Schwieger        |                                     |                |                                                                            |

| Francoforte sul Meno 2 luglio 2022, ore 15:58 | Frankfurt Universe | 20 – 42 (0-7 7-21 0-7 13-7) referto | Saarland Hurricanes | PSD Bank Arena (327 spett.)\| Arbitro: \| D. Schrader \| |
| Arbitro:                                      | D. Schrader        |                                     |                     |                                                          |

| Berlino 2 luglio 2022, ore 16:00 | Berlin Adler | 17 – 31 (10-0 7-10 0-14 0-7) referto | New Yorker Lions | Poststadion (1360 spett.)\| Arbitro: \| Schwarz \| |
| Arbitro:                         | Schwarz      |                                      |                  |                                                    |

| Monaco di Baviera 2 luglio 2022, ore 16:00 | Munich Cowboys | 21 – 20 (7-0 0-12 7-8 7-0) referto | Allgäu Comets | Städtisches Stadion an der Dantestraße (1412 spett.)\| Arbitro: \| Fischer \| |
| Arbitro:                                   | Fischer        |                                    |               |                                                                               |

| Kiel 2 luglio 2022, ore 16:00 | Kiel Baltic Hurricanes | 21 – 56 (0-7 14-14 0-14 7-21) referto | Cologne Crocodiles | FC Kilia (1237 spett.)\| Arbitro: \| Pruin \| |
| Arbitro:                      | Pruin                  |                                       |                    |                                               |

| Schwäbisch Hall 2 luglio 2022, ore 17:03 | Schwäbisch Hall Unicorns | 49 – 17 (28-0 7-17 7-0 7-0) referto | Ravensburg Razorbacks | Optima Sportpark (1316 spett.)\| Arbitro: \| Nabinger \| |
| Arbitro:                                 | Nabinger                 |                                     |                       |                                                          |

| Berlino 3 luglio 2022, ore 15:00 | Berlin Rebels | 55 – 13 (14-0 20-7 14-0 7-6) referto | Düsseldorf Panther | Mommsenstadion (388 spett.)\| Arbitro: \| Schwarz \| |
| Arbitro:                         | Schwarz       |                                      |                    |                                                      |

#### 8ª giornata
| Marburgo 16 luglio 2022, ore 15:00 | Marburg Mercenaries | 13 – 38 (0-7 6-10 7-14 0-7) referto | Schwäbisch Hall Unicorns | Georg-Gaßmann-Stadion (623 spett.)\| Arbitro: \| Klaiber \| |
| Arbitro:                           | Klaiber             |                                     |                          |                                                             |

| Saarbrücken 16 luglio 2022, ore 17:00 | Saarland Hurricanes | 42 – 64 (7-27 7-23 14-7 14-7) referto | Straubing Spiders | Ludwigsparkstadion (900 spett.)\| Arbitro: \| Herrmann \| |
| Arbitro:                              | Herrmann            |                                       |                   |                                                           |

| Weingarten 17 luglio 2022, ore 15:00 | Ravensburg Razorbacks | 24 – 24 (0-14 3-10 13-0 8-0) referto | Munich Cowboys | Lindenhofstadion (1463 spett.)\| Arbitro: \| Fischer \| |
| Arbitro:                             | Fischer               |                                      |                |                                                         |

#### 9ª giornata
| Straubing 23 luglio 2022, ore 15:00 | Straubing Spiders | 49 – 28 (21-6 7-7 14-7 7-8) referto | Ravensburg Razorbacks | VfB-Stadion am Peterswöhrd (1438 spett.)\| Arbitro: \| Klaiber \| |
| Arbitro:                            | Klaiber           |                                     |                       |                                                                   |

| Düsseldorf 23 luglio 2022, ore 16:00 | Düsseldorf Panther | 0 – 14 (0-6 0-0 0-8 0-0) referto | Kiel Baltic Hurricanes | Vfl Benrath (540 spett.)\| Arbitro: \| Kopka \| |
| Arbitro:                             | Kopka              |                                  |                        |                                                 |

| Berlino 23 luglio 2022, ore 16:00 | Berlin Adler | 44 – 49 (0-7 14-7 14-14 16-21) referto | Berlin Rebels | Stade Napoléon (1350 spett.)\| Arbitro: \| Schwieger \| |
| Arbitro:                          | Schwieger    |                                        |               |                                                         |

| Schwäbisch Hall 23 luglio 2022, ore 17:00 | Schwäbisch Hall Unicorns | 52 – 0 (3-0 28-0 21-0 0-0) referto | Frankfurt Universe | Optima Sportpark (2234 spett.)\| Arbitro: \| Herrmann \| |
| Arbitro:                                  | Herrmann                 |                                    |                    |                                                          |

| Braunschweig 23 luglio 2022, ore 18:00 | New Yorker Lions | 26 – 65 (12-12 0-27 7-20 7-6) referto | Potsdam Royals | Eintracht-Stadion (2823 spett.)\| Arbitro: \| Pruin \| |
| Arbitro:                               | Pruin            |                                       |                |                                                        |

| Kempten 24 luglio 2022, ore 15:00 | Allgäu Comets | 28 – 20 (0-0 14-7 0-6 14-7) referto | Marburg Mercenaries | Illerstadion (563 spett.)\| Arbitro: \| Klaiber \| |
| Arbitro:                          | Klaiber       |                                     |                     |                                                    |

#### 10ª giornata
| Francoforte sul Meno 30 luglio 2022, ore 15:59 | Frankfurt Universe | 24 – 59 (7-14 10-7 0-24 7-14) referto | Straubing Spiders | PSD Bank Arena (351 spett.)\| Arbitro: \| A. Kopka \| |
| Arbitro:                                       | A. Kopka           |                                       |                   |                                                       |

| Düsseldorf 30 luglio 2022, ore 16:00 | Düsseldorf Panther | 0 – 21 (0-14 0-7 0-0 0-0) referto | Dresden Monarchs | Vfl Benrath (500 spett.)\| Arbitro: \| Schrader \| |
| Arbitro:                             | Schrader           |                                   |                  |                                                    |

| Kiel 30 luglio 2022, ore 16:00 | Kiel Baltic Hurricanes | 28 – 33 (7-6 0-15 7-6 14-6) referto | Berlin Rebels | FC Kilia (1000 spett.)\| Arbitro: \| Pruin \| |
| Arbitro:                       | Pruin                  |                                     |               |                                               |

| Monaco di Baviera 30 luglio 2022, ore 16:00 | Munich Cowboys | 6 – 28 (0-14 3-0 0-7 3-7) referto | Schwäbisch Hall Unicorns | Städtisches Stadion an der Dantestraße (1698 spett.)\| Arbitro: \| Maurer \| |
| Arbitro:                                    | Maurer         |                                   |                          |                                                                              |

| Potsdam 30 luglio 2022, ore 16:00 | Potsdam Royals | 50 – 34 (21-7 14-7 0-6 15-14) referto | Cologne Crocodiles | Luftschiffhafen (1100 spett.)\| Arbitro: \| Schwieger \| |
| Arbitro:                          | Schwieger      |                                       |                    |                                                          |

| Weingarten 30 luglio 2022, ore 19:00 | Ravensburg Razorbacks | 36 – 49 (7-7 7-14 0-14 22-14) referto | Allgäu Comets | Lindenhofstadion (1613 spett.)\| Arbitro: \| Fischer \| |
| Arbitro:                             | Fischer               |                                       |               |                                                         |

| Marburgo 31 luglio 2022, ore 14:58 | Marburg Mercenaries | 14 – 28 (0-7 7-14 0-7 7-0) referto | Saarland Hurricanes | Georg-Gaßmann-Stadion (650 spett.)\| Arbitro: \| Herrmann \| |
| Arbitro:                           | Herrmann            |                                    |                     |                                                              |

#### Recuperi 1
| Kempten 7 agosto 2022, ore 15:00 | Allgäu Comets | 62 – 10 (16-0 14-0 16-7 16-3) referto | Frankfurt Universe | Illerstadion (593 spett.)\| Arbitro: \| Klaiber \| |
| Arbitro:                         | Klaiber       |                                       |                    |                                                    |

#### 11ª giornata
| Dresda 13 agosto 2022, ore 15:00 | Dresden Monarchs | 49 – 21 (14-0 14-7 14-14 7-0) referto | Berlin Rebels | Radstadion Bärnsdorfer Straße (1620 spett.)\| Arbitro: \| Schwarz \| |
| Arbitro:                         | Schwarz          |                                       |               |                                                                      |

| Straubing 13 agosto 2022, ore 15:00 | Straubing Spiders | 7 – 43 (7-12 0-12 0-13 0-6) referto | Allgäu Comets | VfB-Stadion am Peterswöhrd (880 spett.)\| Arbitro: \| Klaiber \| |
| Arbitro:                            | Klaiber           |                                     |               |                                                                  |

| Kiel 13 agosto 2022, ore 16:00 | Kiel Baltic Hurricanes | 38 – 0 (21-0 3-0 0-0 14-0) referto | Düsseldorf Panther | FC Kilia (1129 spett.)\| Arbitro: \| Pruin \| |
| Arbitro:                       | Pruin                  |                                    |                    |                                               |

| Potsdam 13 agosto 2022, ore 16:00 | Potsdam Royals | 50 – 35 (15-7 22-7 13-13 0-8) referto | Berlin Adler | Luftschiffhafen (1400 spett.)\| Arbitro: \| Schwieger \| |
| Arbitro:                          | Schwieger      |                                       |              |                                                          |

| Saarbrücken 13 agosto 2022, ore 17:00 | Saarland Hurricanes | 27 – 30 (7-0 13-13 0-10 7-7) referto | Munich Cowboys | Ludwigsparkstadion (600 spett.)\| Arbitro: \| Schrader \| |
| Arbitro:                              | Schrader            |                                      |                |                                                           |

| Marburgo 14 agosto 2022, ore 15:00 | Marburg Mercenaries | 56 – 27 (14-3 14-15 21-0 7-9) referto | Frankfurt Universe | Georg-Gaßmann-Stadion (840 spett.)\| Arbitro: \| Schrader \| |
| Arbitro:                           | Schrader            |                                       |                    |                                                              |

| Colonia 14 agosto 2022, ore 15:09 | Cologne Crocodiles | 36 – 28 (7-0 0-6 7-9 22-13) referto | New Yorker Lions | Sportpark Höhenberg (1263 spett.)\| Arbitro: \| Kopka \| |
| Arbitro:                          | Kopka              |                                     |                  |                                                          |

#### 12ª giornata
| Berlino 20 agosto 2022, ore 16:00 | Berlin Adler | 35 – 6 (7-0 14-0 0-6 14-0) referto | Kiel Baltic Hurricanes | Stade Napoléon (750 spett.)\| Arbitro: \| Schwarz \| |
| Arbitro:                          | Schwarz      |                                    |                        |                                                      |

| Düsseldorf 20 agosto 2022, ore 16:00 | Düsseldorf Panther | 7 – 49 (0-28 0-7 7-0 0-14) referto | Cologne Crocodiles | Vfl Benrath (750 spett.)\| Arbitro: \| Valenthin \| |
| Arbitro:                             | Valenthin          |                                    |                    |                                                     |

| Berlino 20 agosto 2022, ore 18:00 | Berlin Rebels | 28 – 34 (0-14 7-6 14-6 7-8) referto | Potsdam Royals | Mommsenstadion (377 spett.)\| Arbitro: \| Schwieger \| |
| Arbitro:                          | Schwieger     |                                     |                |                                                        |

| Straubing 21 agosto 2022, ore 14:00 | Straubing Spiders | 16 – 17 (3-0 10-0 0-7 3-10) referto | Munich Cowboys | VfB-Stadion am Peterswöhrd (1525 spett.)\| Arbitro: \| Klaiber \| |
| Arbitro:                            | Klaiber           |                                     |                |                                                                   |

| Francoforte sul Meno 21 agosto 2022, ore 14:58 | Frankfurt Universe | 7 – 42 (0-14 7-14 0-7 0-7) referto | Marburg Mercenaries | PSD Bank Arena (332 spett.)\| Arbitro: \| T. Nabinger \| |
| Arbitro:                                       | T. Nabinger        |                                    |                     |                                                          |

| Weingarten 21 agosto 2022, ore 15:00 | Ravensburg Razorbacks | 28 – 62 (7-7 7-21 7-21 7-13) referto | Saarland Hurricanes | Lindenhofstadion (1133 spett.)\| Arbitro: \| Maurer \| |
| Arbitro:                             | Maurer                |                                      |                     |                                                        |

| Braunschweig 21 agosto 2022, ore 15:00 | New Yorker Lions | 31 – 20 (10-7 7-0 7-6 7-7) referto | Dresden Monarchs | Eintracht-Stadion (3107 spett.)\| Arbitro: \| Pruin \| |
| Arbitro:                               | Pruin            |                                    |                  |                                                        |

| Kempten 21 agosto 2022, ore 15:00 | Allgäu Comets | 28 – 49 (0-14 7-21 14-14 7-0) referto | Schwäbisch Hall Unicorns | Illerstadion (822 spett.)\| Arbitro: \| Fischer \| |
| Arbitro:                          | Fischer       |                                       |                          |                                                    |

#### 13ª giornata
| Potsdam 27 agosto 2022, ore 16:00 | Potsdam Royals | 66 – 7 (23-7 14-0 29-0 0-0) referto | Düsseldorf Panther | Luftschiffhafen (1200 spett.)\| Arbitro: \| Schwarz \| |
| Arbitro:                          | Schwarz        |                                     |                    |                                                        |

| Kiel 27 agosto 2022, ore 16:00 | Kiel Baltic Hurricanes | 19 – 52 (6-7 7-14 0-24 6-7) referto | New Yorker Lions | FC Kilia (1593 spett.)\| Arbitro: \| Pruin \| |
| Arbitro:                       | Pruin                  |                                     |                  |                                               |

| Monaco di Baviera 27 agosto 2022, ore 16:00 | Munich Cowboys | 42 – 18 (7-6 21-0 14-6 0-6) referto | Frankfurt Universe | Städtisches Stadion an der Dantestraße (1083 spett.)\| Arbitro: \| Maurer \| |
| Arbitro:                                    | Maurer         |                                     |                    |                                                                              |

| Saarbrücken 27 agosto 2022, ore 17:00 | Saarland Hurricanes | 42 – 43 (7-0 14-14 7-14 14-15) referto | Allgäu Comets | Ludwigsparkstadion (870 spett.)\| Arbitro: \| Schrader \| |
| Arbitro:                              | Schrader            |                                        |               |                                                           |

| Schwäbisch Hall 27 agosto 2022, ore 17:00 | Schwäbisch Hall Unicorns | 35 – 10 (28-0 0-3 7-0 0-7) referto | Straubing Spiders | Optima Sportpark (1463 spett.)\| Arbitro: \| Fischer \| |
| Arbitro:                                  | Fischer                  |                                    |                   |                                                         |

| Colonia 28 agosto 2022, ore 15:00 | Cologne Crocodiles | 31 – 27 (14-0 3-7 0-7 14-13) referto | Berlin Rebels | Sportpark Höhenberg (1217 spett.)\| Arbitro: \| Kopka \| |
| Arbitro:                          | Kopka              |                                      |               |                                                          |

| Dresda 28 agosto 2022, ore 15:00 | Dresden Monarchs | 21 – 32 (7-6 0-16 8-10 6-0) referto | Berlin Adler | Radstadion Bärnsdorfer Straße (2265 spett.)\| Arbitro: \| Schwarz \| |
| Arbitro:                         | Schwarz          |                                     |              |                                                                      |

| Marburgo 28 agosto 2022, ore 15:03 | Marburg Mercenaries | 24 – 14 (7-14 17-0 0-0 0-0) referto | Ravensburg Razorbacks | Georg-Gaßmann-Stadion (550 spett.)\| Arbitro: \| Schrader \| |
| Arbitro:                           | Schrader            |                                     |                       |                                                              |

### Classifica
Le classifiche della regular season sono le seguenti.
- PCT = percentuale di vittorie, G = partite giocate, V = partite vinte,  P = partite perse, PF = punti fatti, PS = punti subiti

#### GFL Nord 1
| Pos. | Squadra                | PCT  | G  | V | N | P  | PF  | PS  |
| ---- | ---------------------- | ---- | -- | - | - | -- | --- | --- |
| 1    | New Yorker Lions       | .700 | 10 | 6 | 2 | 2  | 337 | 225 |
| 2    | Cologne Crocodiles     | .700 | 10 | 7 | 0 | 3  | 386 | 243 |
| 3    | Kiel Baltic Hurricanes | .250 | 10 | 2 | 1 | 7  | 179 | 311 |
| 4    | Düsseldorf Panther     | .000 | 10 | 0 | 0 | 10 | 67  | 419 |

#### GFL Nord 2
| Pos. | Squadra          | PCT   | G  | V  | N | P | PF  | PS  |
| ---- | ---------------- | ----- | -- | -- | - | - | --- | --- |
| 1    | Potsdam Royals   | 1.000 | 10 | 10 | 0 | 0 | 514 | 278 |
| 2    | Berlin Adler     | .600  | 10 | 6  | 0 | 4 | 326 | 318 |
| 3    | Dresden Monarchs | .400  | 10 | 4  | 0 | 6 | 265 | 257 |
| 4    | Berlin Rebels    | .350  | 10 | 3  | 1 | 6 | 348 | 371 |

#### GFL Süd 1
| Pos. | Squadra                  | PCT   | G  | V  | N | P | PF  | PS  |
| ---- | ------------------------ | ----- | -- | -- | - | - | --- | --- |
| 1    | Schwäbisch Hall Unicorns | 1.000 | 10 | 10 | 0 | 0 | 437 | 148 |
| 2    | Allgäu Comets            | .600  | 10 | 6  | 0 | 4 | 391 | 290 |
| 3    | Straubing Spiders        | .600  | 10 | 6  | 0 | 4 | 339 | 307 |
| 4    | Ravensburg Razorbacks    | .150  | 10 | 1  | 1 | 8 | 270 | 402 |

#### GFL Süd 2
| Pos. | Squadra             | PCT  | G  | V | N | P  | PF  | PS  |
| ---- | ------------------- | ---- | -- | - | - | -- | --- | --- |
| 1    | Munich Cowboys      | .850 | 10 | 8 | 1 | 1  | 303 | 176 |
| 2    | Saarland Hurricanes | .400 | 10 | 4 | 0 | 6  | 348 | 302 |
| 3    | Marburg Mercenaries | .400 | 10 | 4 | 0 | 6  | 224 | 255 |
| 4    | Frankfurt Universe  | .000 | 10 | 0 | 0 | 10 | 124 | 556 |

## Playoff e playout

### Tabellone
|  | Quarti di finale | Quarti di finale         | Quarti di finale   |                          |                  | Semifinali               | Semifinali | Semifinali |  |  | XLIII ERIMA German Bowl | XLIII ERIMA German Bowl | XLIII ERIMA German Bowl |
|  |                  |                          |                    |                          |                  |                          |            |            |  |  |                         |                         |                         |
|  | 1N               | Potsdam Royals           | 66                 |                          |                  |                          |            |            |  |  |                         |                         |                         |
|  | 4S               | Straubing Spiders        | 25                 |                          |                  |                          |            |            |  |  |                         |                         |                         |
|  | 4S               | Straubing Spiders        | 25                 |                          | 1N               | Potsdam Royals           | 49         |            |  |  |                         |                         |                         |
|  |                  |                          |                    |                          | 1N               | Potsdam Royals           | 49         |            |  |  |                         |                         |                         |
|  |                  | 3N                       | Cologne Crocodiles | 21                       |                  |                          |            |            |  |  |                         |                         |                         |
|  | 2S               | 3N                       | Cologne Crocodiles | 21                       | Munich Cowboys   | 31                       |            |            |  |  |                         |                         |                         |
|  | 2S               |                          |                    |                          | Munich Cowboys   | 31                       |            |            |  |  |                         |                         |                         |
|  | 3N               | Cologne Crocodiles       | 34                 |                          |                  |                          |            |            |  |  |                         |                         |                         |
|  |                  |                          |                    |                          |                  |                          |            |            |  |  | 1N                      | Potsdam Royals          | 27                      |
|  |                  |                          | 1S                 | Schwäbisch Hall Unicorns | 44               |                          |            |            |  |  |                         |                         |                         |
|  | 1S               | Schwäbisch Hall Unicorns | 35                 |                          |                  |                          |            |            |  |  |                         |                         |                         |
|  | 4N               | Berlin Adler             | 21                 |                          |                  |                          |            |            |  |  |                         |                         |                         |
|  | 4N               | Berlin Adler             | 21                 |                          | 1S               | Schwäbisch Hall Unicorns | 33         |            |  |  |                         |                         |                         |
|  |                  |                          |                    |                          | 1S               | Schwäbisch Hall Unicorns | 33         |            |  |  |                         |                         |                         |
|  |                  | 3S                       | Allgäu Comets      | 8                        |                  |                          |            |            |  |  |                         |                         |                         |
|  | 2N               | 3S                       | Allgäu Comets      | 8                        | New Yorker Lions | 10                       |            |            |  |  |                         |                         |                         |
|  | 2N               |                          |                    |                          | New Yorker Lions | 10                       |            |            |  |  |                         |                         |                         |
|  | 3S               | Allgäu Comets            | 14                 |                          |                  |                          |            |            |  |  |                         |                         |                         |

### Quarti di finale
| Monaco di Baviera 10 settembre 2022, ore 15:00 | Munich Cowboys | 31 – 34 (3-7 7-14 3-7 18-6) referto | Cologne Crocodiles | Städtisches Stadion an der Dantestraße (2123 spett.)\| Arbitro: \| Klaiber \| |
| Arbitro:                                       | Klaiber        |                                     |                    |                                                                               |

| Potsdam 10 settembre 2022, ore 15:00 | Potsdam Royals | 66 – 25 (15-14 15-8 22-0 14-3) referto | Straubing Spiders | Luftschiffhafen (2000 spett.)\| Arbitro: \| Schwieger \| |
| Arbitro:                             | Schwieger      |                                        |                   |                                                          |

| Schwäbisch Hall 10 settembre 2022, ore 16:02 | Schwäbisch Hall Unicorns | 35 – 21 (6-7 22-14 7-0 0-0) referto | Berlin Adler | Optima Sportpark (1801 spett.)\| Arbitro: \| Nabinger \| |
| Arbitro:                                     | Nabinger                 |                                     |              |                                                          |

| Braunschweig 10 settembre 2022, ore 20:01 | New Yorker Lions | 10 – 14 (0-0 0-7 0-0 10-7) referto | Allgäu Comets | Eintracht-Stadion (2722 spett.)\| Arbitro: \| Kopka \| |
| Arbitro:                                  | Kopka            |                                    |               |                                                        |

### Semifinali
| Potsdam 24 settembre 2022, ore 14:00 | Potsdam Royals | 49 – 21 (6-0 22-0 14-13 7-8) referto | Cologne Crocodiles | Luftschiffhafen (2430 spett.)\| Arbitro: \| Schwieger \| |
| Arbitro:                             | Schwieger      |                                      |                    |                                                          |

| Schwäbisch Hall 24 settembre 2022, ore 16:04 | Schwäbisch Hall Unicorns | 33 – 8 (7-0 13-0 13-0 0-8) referto | Allgäu Comets | Optima Sportpark (2534 spett.)\| Arbitro: \| Maurer \| |
| Arbitro:                                     | Maurer                   |                                    |               |                                                        |

### Playout

#### GFL Nord
| Düsseldorf 10 settembre 2022, ore 15:00 | Düsseldorf Panther | 7 – 13 (7-0 0-13 0-0 0-0) referto | Paderborn Dolphins | Vfl Benrath (500 spett.)\| Arbitro: \| Schrader \| |
| Arbitro:                                | Schrader           |                                   |                    |                                                    |

| Paderborn 25 settembre 2022, ore 15:00 | Paderborn Dolphins | 8 – 13 (0-7 6-0 2-6 0-0) referto | Düsseldorf Panther | Hermann-Löns-Stadion (2200 spett.)\| Arbitro: \| Kopka \| |
| Arbitro:                               | Kopka              |                                  |                    |                                                           |

#### GFL Süd
Incontri non disputati per rinuncia degli Universe.
| 11 settembre 2022 | Frankfurt Universe | - – - | Ingolstadt Dukes |  |

| 25 settembre 2022 | Ingolstadt Dukes | - – - | Frankfurt Universe |  |

### XLIII ERIMA German Bowl
| Arbitri: | Pruin Heinrich Angermeier Forst Berndt Hintze Maghsudi-Hamann Witt |

| |           | |
| Haas 6':50" Q1 (TD) 37yd kickoff return Stadelmayr Q1 (pat) Hennessey 10':56" Q2 (TD) 1yd run Stadelmayr Q2 (pat) Rutenbeck 5':24" Q2 (TD) 31yd pass from Hennessey 0':18" Q2 (TD) 10yd run Stadelmayr Q2 (pat) Stadelmayr 8':57" Q3 (FG) 26yd Böhringer 0':21" Q3 (TD) 27yd pass from Hennessey Stadelmayr Q3 (pat) Minton 0':59" Q4 (TD) 16yd pass from Hennessey Stadelmayr Q4 (pat) | Marcatori | Pajarinen 6':55" Q1 (TD) 5yd run Pajarinen 1':19" Q1 (TD) 4yd run Schuhmacher Q1 (pat) Dragan 1':54" Q3 (TD) 14yd pass from R. Patterson Schuhmacher Q3 (pat) R. Patterson 8':00" Q4 (TD) 3yd run Schuhmacher Q4 (pat) |

## Verdetti
- Schwäbisch Hall Unicorns Campioni della Germania 2022
- Düsseldorf Panther e  Frankfurt Universe retrocessi in GFL2 2023

## Marcatori
NB: sono esclusi i playout.

| Giocatore     | Sq.                      | TD rush | TD recv | TD int | TD p.ret | TD k.ret | TD oth | Xp1   | Xp2 | FG  | Saf | Totale |
| ------------- | ------------------------ | ------- | ------- | ------ | -------- | -------- | ------ | ----- | --- | --- | --- | ------ |
| McClam        | Cologne Crocodiles       | 5       | 15+1    | 0      | 0        | 0        | 0      | 0     | 3+1 | 0   | 0   | 134    |
| Jackson       | Cologne Crocodiles       | 0       | 14+3    | 0      | 1        | 2+1      | 0      | 0     | 3   | 0   | 0   | 132    |
| Bals          | Potsdam Royals           | 8+2     | 3       | 0      | 0        | 0        | 0      | 30    | 3+1 | 3   | 0   | 125    |
| Carswell      | Straubing Spiders        | 18      | 2       | 0      | 0        | 0        | 0      | 0     | 1   | 0   | 0   | 122    |
| Harvey        | Allgäu Comets            | 0       | 17+1    | 0      | 0        | 0        | 0      | 0     | 4   | 0   | 0   | 116    |
| Pajarinen     | Potsdam Royals           | 11+6    | 0       | 0      | 0        | 0        | 0      | 0     | 2   | 0   | 0   | 106    |
| Polk          | Potsdam Royals           | 0       | 11+4    | 0      | 0        | 2        | 0      | 0     | 0   | 0   | 0   | 102    |
| Wolfe         | Potsdam Royals           | 0       | 14+1    | 0      | 0        | 0        | 0      | 0     | 1   | 0   | 0   | 92     |
| Helbig        | Potsdam Royals           | 12+1    | 1       | 0      | 0        | 0        | 0      | 0     | 1+1 | 0   | 1   | 90     |
| Rutenbeck     | Schwäbisch Hall Unicorns | 0       | 11+3    | 0      | 0        | 0        | 0      | 0     | 0   | 0   | 0   | 84     |
| 2 giocatori   | 79                       |         |         |        |          |          |        |       |     |     |     |        |
| 2 giocatori   | 78                       |         |         |        |          |          |        |       |     |     |     |        |
| Downs         | Berlin Rebels            | 0       | 11      | 0      | 0        | 1        | 0      | 0     | 2   | 0   | 0   | 76     |
| Fuchs         | Saarland Hurricanes      | 0       | 6       | 0      | 0        | 0        | 0      | 36    | 0   | 0   | 0   | 72     |
| Jeckstadt     | New Yorker Lions         | 0       | 0       | 0      | 0        | 0        | 0      | 41+1  | 0   | 8+1 | 0   | 69     |
| M. Zimmermann | Berlin Adler             | 0       | 11      | 0      | 0        | 0        | 0      | 0     | 1   | 0   | 0   | 68     |
| 2 giocatori   | 66                       |         |         |        |          |          |        |       |     |     |     |        |
| 2 giocatori   | 64                       |         |         |        |          |          |        |       |     |     |     |        |
| Kearns        | Ravensburg Razorbacks    | 0       | 10      | 0      | 0        | 0        | 0      | 0     | 1   | 0   | 0   | 62     |
| Vaughn        | Kiel Baltic Hurricanes   | 2       | 7       | 0      | 0        | 1        | 0      | 0     | 0   | 0   | 0   | 60     |
| Krieg         | Berlin Adler             | 0       | 0       | 0      | 0        | 0        | 0      | 32+3  | 0   | 8   | 0   | 59     |
| Pocrnic       | Allgäu Comets            | 5       | 4       | 0      | 0        | 0        | 0      | 0     | 1   | 0   | 0   | 56     |
| 2 giocatori   | 54                       |         |         |        |          |          |        |       |     |     |     |        |
| 2 giocatori   | 50                       |         |         |        |          |          |        |       |     |     |     |        |
| Schade        | Allgäu Comets            | 0       | 3       | 0      | 0        | 0        | 0      | 24+2  | 1   | 1   | 0   | 49     |
| 3 giocatori   | 48                       |         |         |        |          |          |        |       |     |     |     |        |
| Yeldell       | Straubing Spiders        | 7       | 0       | 0      | 0        | 0        | 0      | 0     | 2   | 0   | 0   | 46     |
| Silbermann    | Munich Cowboys           | 0       | 6+1     | 0      | 0        | 0        | 0      | 0     | 0+1 | 0   | 0   | 44     |
| Schwetz       | Straubing Spiders        | 0       | 0       | 0      | 0        | 0        | 0      | 26+2  | 0   | 4+1 | 0   | 43     |
| 2 giocatori   | 42                       |         |         |        |          |          |        |       |     |     |     |        |
| 4 giocatori   | 38                       |         |         |        |          |          |        |       |     |     |     |        |
| Englmann      | Kiel Baltic Hurricanes   | 0       | 4       | 0      | 0        | 0        | 0      | 10    | 0   | 1   | 0   | 37     |
| 7 giocatori   | 36                       |         |         |        |          |          |        |       |     |     |     |        |
| Strong        | Cologne Crocodiles       | 4+1     | 0       | 0      | 0        | 0        | 0      | 2     | 0   | 0   | 0   | 32     |
| 11 giocatori  | 30                       |         |         |        |          |          |        |       |     |     |     |        |
| Schumacher    | Potsdam Royals           | 0       | 0       | 0      | 0        | 0        | 0      | 14+14 | 0   | 0   | 0   | 28     |
| Wright        | Straubing Spiders        | 0+3     | 0       | 1      | 0        | 0        | 0      | 0     | 0+1 | 0   | 0   | 26     |
| 10 giocatori  | 24                       |         |         |        |          |          |        |       |     |     |     |        |
| 2 giocatori   | 22                       |         |         |        |          |          |        |       |     |     |     |        |
| 4 giocatori   | 20                       |         |         |        |          |          |        |       |     |     |     |        |
| Assadi        | Cologne Crocodiles       | 0       | 0       | 0      | 0        | 0        | 0      | 5+5   | 0   | 1+2 | 0   | 19     |
| 16 giocatori  | 18                       |         |         |        |          |          |        |       |     |     |     |        |
| L. Diez       | Ravensburg Razorbacks    | 0       | 0       | 0      | 0        | 0        | 0      | 14    | 0   | 1   | 0   | 17     |
| 2 giocatori   | 16                       |         |         |        |          |          |        |       |     |     |     |        |
| 3 giocatori   | 15                       |         |         |        |          |          |        |       |     |     |     |        |
| 4 giocatori   | 14                       |         |         |        |          |          |        |       |     |     |     |        |
| F. Kammel     | Dresden Monarchs         | 0       | 0       | 0      | 0        | 0        | 0      | 13    | 0   | 0   | 0   | 13     |
| 24 giocatori  | 12                       |         |         |        |          |          |        |       |     |     |     |        |
| M. Lindblom   | Ravensburg Razorbacks    | 0       | 0       | 0      | 0        | 0        | 0      | 8     | 0   | 1   | 0   | 11     |
| 2 giocatori   | 10                       |         |         |        |          |          |        |       |     |     |     |        |
| S. Appelt     | Cologne Crocodiles       | 0       | 0       | 0      | 0        | 0        | 0      | 9     | 0   | 0   | 0   | 9      |
| 7 giocatori   | 8                        |         |         |        |          |          |        |       |     |     |     |        |
| P. Biebl      | Straubing Spiders        | 0       | 0       | 0      | 0        | 0        | 0      | 4     | 0   | 1   | 0   | 7      |
| 60 giocatori  | 6                        |         |         |        |          |          |        |       |     |     |     |        |
| M. Klein      | Allgäu Comets            | 0       | 0       | 0      | 0        | 0        | 0      | 3     | 0   | 0   | 0   | 3      |
| 6 giocatori   | 2                        |         |         |        |          |          |        |       |     |     |     |        |
| 2 giocatori   | 1                        |         |         |        |          |          |        |       |     |     |     |        |

- Miglior marcatore della stagione regolare: McClam ( Cologne Crocodiles), 126
- Miglior marcatore dei playoff: Pajarinen ( Potsdam Royals) 36
- Miglior marcatore della stagione: McClam ( Cologne Crocodiles), 134

## Passer rating
NB: sono esclusi i playout.

La classifica tiene in considerazione soltanto i quarterback con almeno 10 lanci effettuati.
| Giocatore        | Sq.                      | G    | Att    | Comp   | Int  | Yds      | TD   | NFL    | NCAA   |
| ---------------- | ------------------------ | ---- | ------ | ------ | ---- | -------- | ---- | ------ | ------ |
| Hall             | Saarland Hurricanes      | 1    | 16     | 11     | 0    | 265      | 5    | 151,04 | 311,00 |
| Hennessey        | Schwäbisch Hall Unicorns | 6+3  | 134+45 | 98+32  | 5+2  | 1524+564 | 18+9 | 134,50 | 212,57 |
| Slack            | Schwäbisch Hall Unicorns | 8+1  | 132+2  | 91+1   | 1+0  | 1172+2   | 18+0 | 132,95 | 187,01 |
| K. Allen         | Allgäu Comets            | 10+2 | 291+61 | 199+40 | 3+1  | 2881+461 | 40+3 | 133,07 | 185,69 |
| Schimenz         | Kiel Baltic Hurricanes   | 2    | 13     | 11     | 0    | 114      | 1    | 128,85 | 183,66 |
| Helbig           | Potsdam Royals           | 10+2 | 317+29 | 206+25 | 5+0  | 3085+321 | 32+4 | 123,86 | 176,89 |
| Isom             | Berlin Rebels            | 10   | 263    | 157    | 4    | 2686     | 26   | 121,00 | 175,07 |
| Cavanaugh        | Berlin Adler             | 9+1  | 290+18 | 199+9  | 10+1 | 2815+165 | 26+1 | 113,01 | 170,59 |
| Strong           | Cologne Crocodiles       | 10+2 | 324+67 | 231+38 | 5+1  | 2783+554 | 32+4 | 119,27 | 167,80 |
| Therriault       | New Yorker Lions         | 1+1  | 31+20  | 23+13  | 1+0  | 318+120  | 4+0  | 114,67 | 164,79 |
| Daniel Smith     | Saarland Hurricanes      | 6    | 163    | 104    | 6    | 1420     | 17   | 110,98 | 164,04 |
| Weishaupt        | Marburg Mercenaries      | 10   | 195    | 128    | 8    | 1549     | 22   | 110,40 | 161,39 |
| Bjerre           | Ravensburg Razorbacks    | 6    | 212    | 137    | 6    | 1857     | 16   | 105,80 | 157,45 |
| W. Smith         | Munich Cowboys           | 9+1  | 227+32 | 166+20 | 3+1  | 1742+248 | 16+2 | 110,67 | 156,20 |
| R. Patterson     | Potsdam Royals           | 1+3  | 4+43   | 1+31   | 1+1  | 89+328   | 1+2  | 99,34  | 155,17 |
| J. Kaiser        | Saarland Hurricanes      | 3    | 27     | 17     | 1    | 192      | 2    | 93,44  | 139,73 |
| della Vecchia    | Schwäbisch Hall Unicorns | 1    | 13     | 8      | 0    | 81       | 1    | 104,97 | 139,26 |
| Yeldell          | Straubing Spiders        | 9+1  | 211+23 | 126+12 | 8+2  | 1700+108 | 16+0 | 88,41  | 137,89 |
| Agner            | Dresden Monarchs         | 8    | 98     | 54     | 6    | 648      | 10   | 84,06  | 132,07 |
| A. Carta-Samuels | Dresden Monarchs         | 10   | 141    | 88     | 4    | 864      | 10   | 91,44  | 131,61 |
| Scharnbacher     | New Yorker Lions         | 5+1  | 51+13  | 24+8   | 3+2  | 343+102  | 6+0  | 71,42  | 123,72 |
| Goldin           | Saarland Hurricanes      | 2    | 61     | 37     | 3    | 359      | 4    | 78,52  | 121,90 |
| J. Parks         | New Yorker Lions         | 7    | 225    | 124    | 5    | 1315     | 14   | 83,84  | 120,29 |
| M. O'Meara       | Ravensburg Razorbacks    | 10   | 142    | 77     | 8    | 986      | 7    | 69,16  | 117,55 |
| P. Zimmermann    | Berlin Adler             | 2    | 28     | 15     | 0    | 153      | 1    | 81,40  | 111,26 |
| H. Wolk          | Kiel Baltic Hurricanes   | 8    | 165    | 85     | 10   | 922      | 11   | 65,27  | 108,33 |
| J. Lindsay       | Saarland Hurricanes      | 1    | 45     | 27     | 3    | 279      | 1    | 57,55  | 106,08 |
| Lohmann          | Frankfurt Universe       | 7    | 47     | 22     | 3    | 331      | 1    | 50,93  | 100,22 |
| Doyle            | Düsseldorf Panther       | 5    | 154    | 78     | 8    | 850      | 5    | 56,47  | 97,34  |
| M. Schöne        | Dresden Monarchs         | 9    | 37     | 15     | 0    | 159      | 2    | 71,79  | 94,48  |
| A. Dion          | Kiel Baltic Hurricanes   | 4    | 132    | 59     | 4    | 700      | 3    | 56,38  | 90,68  |
| Landers          | Frankfurt Universe       | 10   | 161    | 77     | 8    | 740      | 6    | 52,81  | 88,80  |
| C. Cantwell      | Straubing Spiders        | 1    | 45     | 23     | 2    | 223      | 0    | 46,81  | 83,85  |
| A. Biebl         | Straubing Spiders        | 7    | 13     | 8      | 1    | 56       | 0    | 39,26  | 82,34  |
| Howard           | Düsseldorf Panther       | 5    | 71     | 24     | 1    | 243      | 1    | 43,34  | 64,38  |
| N. Heidingsfeld  | Cologne Crocodiles       | 4    | 14     | 6      | 1    | 50       | 0    | 22,92  | 58,57  |
| I. Trouwloon     | Düsseldorf Panther       | 8    | 49     | 19     | 4    | 103      | 0    | 12,88  | 40,11  |
| Morant           | Berlin Rebels            | 3    | 12     | 5      | 2    | 35       | 0    | 9,72   | 32,83  |

- Miglior QB della stagione regolare: Hall ( Saarland Hurricanes), 311,00
- Miglior QB dei playoff: Hennessey ( Schwäbisch Hall Unicorns), 233,50
- Miglior QB della stagione: Hall ( Saarland Hurricanes), 311,00